# Arrecife Subi
El Arrecife Subio el Arrecife Zamora (en chino: 渚碧礁; en tagalo: Bahura ng Zamora; en vietnamita: đá Xu Bi) es un arrecife en las Islas Spratly en el Mar de China Meridional, situado a 16 millas (26 km) al suroeste de la isla ocupada por Filipinas de Thitu. Los trabajos de tierras reclamadas al mar han llevado a crear una isla de 4,2 kilómetros cuadrados, creciendo unos 3,5 km² desde 2014.

## Historia
Naturalmente encima del agua solamente durante la marea baja, está rodeada de una enorme laguna. La República Popular de China ha construido artificialmente una isla de más de 420 hectáreas con diversas estructuras incluyendo un edificio de 4 pisos, una estación de observación del tiempo con radar meteorológico Doppler, muelles, y un helipuerto en la zona. Un canal impulsado guía a los barcos a la laguna interior que es de 3,7 kilómetros de diámetro. Hay 200 efectivos del ejército de China en el arrecife.
En julio de 2012, una gran flota de 30 buques pesqueros chinos se reunieron en el arrecife de Hainan. En abril de 2015, un avión de patrullaje de la Armada de Filipinas cerca del arrecife reportó lo que describió como una "acción agresiva" de un barco chino.

## Geografía
Está administrada por la República Popular de China, y es reclamado por la República de China (Taiwán), Vietnam y Filipinas.
En la actualidad está bajo la jurisdicción de las islas Nansha, de la ciudad de Sansha, provincia de Hainan, China.
El atolón mide 5,7 kilómetros a lo largo de su eje más largo suroeste-noreste, y alcanza hasta 3,5 km de ancho. Su superficie total incluyendo la laguna y el borde del arrecife mide 16 km², y la laguna es de hasta 22 metros de profundidad. 